# Aburan Batang Tebo
Aburan Batang Tebo is een bestuurslaag in het regentschap Tebo van de provincie Jambi, Indonesië. Aburan Batang Tebo telt 1642 inwoners (volkstelling 2010).